# Maison des religions
La Maison des religions est une institution inter-religieuse située dans le quartier de Bümpliz à Berne (Suisse),.
Depuis décembre 2014, elle  regroupe sous un même toit des lieux de cultes alévi, bouddhiste, chrétien, hindou, et musulman,. Des représentants des communautés juive, sikh et bahaïste siègent aussi au comité de la Maison des religions.

## Organisation
La surface totale est de plus de 3 000 mètres carrés. Une moitié est destinée aux communautés et l'autre constituée de salles de réunion et d'un restaurant.
Rez-de-chaussée :
- Temple hindou (800 m2)
- Mosquée (500 m2)
- Salle bouddhiste (150 m2)

Premier étage :
- Salle chrétienne (150 m2)
- Salle alévi (150 m2)